# تشارلز لي (لاعب كرة قدم أمريكية أمريكي)
تشارلز لي (بالإنجليزية: Charles Leigh)‏ هو لاعب كرة قدم أمريكية أمريكي، ولد في 29 أكتوبر 1945 في هالفيكس في الولايات المتحدة، وتوفي في 26 أكتوبر 2006 في ألباني في الولايات المتحدة بسبب سرطان الرئة.

## وصلات خارجية
- تشارلز لي على موقع مرجع كرة القدم المحترفة.كوم (الإنجليزية)